# Leudegasius
Leudegasius, (écrit également Leunisius, Leonisius, Ludegalus, Leodegar, Leudegartus et Lesio) est evêque de Mayence au début du VIIe siècle. Sa date de naissance et sa date de décès sont inconnues.

## Biographie
Leudegasius succède à Sigebert au siège épiscopal de Mayence. Son nom Leudegasius est la latinisation d'une racine germanique orientale. Il semble être burgonde. La période de son épiscopat est généralement datée du début des années 610.
Lors de la guerre entre les deux frères Thierry II (ou Théodoric) et Thibert II, en 611/612, il choisit le camp de Thierry. Le motif de cette décision, selon la « Chronique de Frédégaire » est qu'il tient Thibert pour incompétent et souhaite au contraire l'efficacité de Thierry,.
L'auteur de la Chronique de Frédégaire rapporte une fable à l'attention de Thierry II, pour l'inviter à ne pas écraser complètement Thibert,.
Les historiens manquent de documents sur la période postérieure à la guerre civile et la mort de Thierry en 613. Leudegasius n'a pas participé au concile de Paris de 614 pour des raisons obscures. Il a peut-être perdu le siège de Mayence après la chute de la reine Brunehaut.

## Sources
- (de) Cet article est partiellement ou en totalité issu de l’article de Wikipédia en allemand intitulé « Leudegasius » (voir la liste des auteurs).

## Liens
- Notice dans un dictionnaire ou une encyclopédie généraliste :   - Deutsche Biographie
- Notices d'autorité :   - VIAF
  - GND